# Dzierżążno Wielkie
Dzierżążno Wielkie is een plaats in het Poolse district  Czarnkowsko-trzcianecki, woiwodschap Groot-Polen. De plaats maakt deel uit van de gemeente Wieleń en telt 530 inwoners.